# Heteromesus longiremus
Heteromesus longiremus är en kräftdjursart som beskrevs av Hansen 1916. Heteromesus longiremus ingår i släktet Heteromesus och familjen Ischnomesidae. Inga underarter finns listade i Catalogue of Life.